# Njus
Njus var en gratis nyhetstjänst som samlade in nyheter från alla andra nyhetstjänster. Njus Media föresatte i konkurs i juni 2020. Vd var Rolf Bäck. Investerare var bland andra Lennart Ekdahl och Rickard Olsson. Det var möjligt för läsarna att ställa in vilka kategorier, nyhetskällor och platser man vill följa. Bolaget hade sin centralredaktion i Sundsvall. 
Njus fanns som tjänst i följande länder:
- Sverige
- Norge
- Danmark
- Finland
- England
- Irland
- USA
- Frankrike
- Italien
- Tyskland
- Spanien
- Sydafrika
- Nya Zeeland
- Australien

## Historik
Njus föddes som idé i ett samarbete mellan Rolf Bäck och Fredrik Nilsson, tidigare journalist på Mittmedia. Tanken var att skapa en ny digital pattform och affärsmodell för främst lokal journalistisk baserad på prenumerationer. Tillsammans pitchade de affärsidén för Bonnier 2016, som senare avböjde att investera i projektet. Rolf Bäck arbetade vidare med att söka finansiering för utvecklingen av Njus och erbjöd i samband med bolagsbildningen 2016 Fredrik Nilsson en mindre ägarandel samt tjänsten som ansvarig utgivare. Denne tackade nej till erbjudandet och valde istället fortsätta sin anställning som adjunkt vid Mittuniversitetets journalistprogram. Lennart Ekdal valde senare att bli delägare. Första geografiska området blev Kramfors eftersom tjänsten i första hand var tänkt för Norrlands inland som saknar riktig lokal journalistik. Bolaget tog in sex miljoner kronor i riskkapital i början av 2017.  Njus utvecklades därefter till att även inkludera alla tidningar, tv- och radionyheter. 